# Provincia di Iloilo
Iloilo è una provincia filippina situata nella parte sud-orientale dell'isola di Panay, nella regione di Visayas Occidentale. Il suo capoluogo è Iloilo.
Gli abitanti di questa provincia sono chiamati Ilonggos e appartengono prevalentemente all'etnia hiligaynon e parlano prevalentemente l'hiligaynon, pur comprendendo e parlando generalmente anche l'inglese.

## Geografia fisica
Iloilo occupa la parte sud-orientale dell'isola di Panay, confina a nord con la provincia di Capiz e ad ovest con quella di Antique. Di fronte alle sue coste sud-orientali si trova l'isola di Guimaras, mentre a nord-est è affacciata sull'isola di Negros (provincia di Negros Occidental) e a sud si apre il golfo di Panay.

## Geografia antropica

### Suddivisioni amministrative
La provincia di Iloilo comprende 42 municipalità e 2 città.

#### Città
- Iloilo - Città altamente urbanizzata, HUC
- Passi

#### Municipalità
| - Ajuy - Alimodian - Anilao - Badiangan - Balasan - Banate - Barotac Nuevo - Barotac Viejo - Batad - Bingawan - Cabatuan - Calinog - Carles - Concepcion | - Dingle - Dueñas - Dumangas - Estancia - Guimbal - Igbaras - Janiuay - Lambunao - Leganes - Lemery - Leon - Maasin - Miagao - Mina | - New Lucena - Oton - Pavia - Pototan - San Dionisio - San Enrique - San Joaquin - San Miguel - San Rafael - Santa Barbara - Sara - Tigbauan - Tubungan - Zarraga |